# Максимишин Сергій Якович
Сергій Якович Максимишин (англ. Sergey Maximishin, народився в 1964 р., в місті Кодима, Одеська область) — російський фотожурналіст українського походження.

## Біографія
Школу закінчив у 1982 році в місті Керч, Крим. У тому ж році вступив в Ленінградський Політехнічний інститут на кафедру «Експериментальна ядерна фізика».
З 1985 по 1987 служив у Радянській Армії фотографом військового клубу Групи радянських військових фахівців на Кубі. У 1988-му році повернувся в інститут, поєднував навчання з роботою в Лабораторії науково-технічної експертизи Державного Ермітажу. З 1996-го по 1998-й рік навчався на Факультеті фотокореспондентів при санкт-петербурзькому Будинку журналістів.
Керував ріелтерською фірмою «Золотий ведмідь». З 1999 по 2003 працював фотокореспондентом в газеті «Известия». З 2003 року співпрацює з агентством «Focus», Німеччина.
Як фотожурналіст співпрацює з виданнями «Известия», «Огонёк», «Итоги», «Комсомольська правда», «Російська газета», «Московський комсомолець», «Stern», «Time», «Geo», «Business Week», «Focus», «Corriere della Sera», «The Washington Post», «The Times», «The Wall Street Journal», «Newsweek», «Libération», «Parool», «Der Profile».
Багаторазовий призер конкурсів Прес Фото Росії і World Press Photo.
У 2007 році випустив книгу «Остання імперія. Двадцять років потому»; Афганістан, Ірак, Росія, Грузія, Північна Корея, Киргизстан, Крайня Північ, Індія та інші країни — найкращі фотографії з поїздок по цих країнах склали зміст книги.